# Minutargyrotoza
Minutargyrotoza là một chi bướm đêm thuộc phân họ Tortricinae của họ Tortricidae.

## Các loài
- Minutargyrotoza calvicaput (Walsingham, 1900)
- Minutargyrotoza minuta (Walsingham, 1900)